# Bandera de Vilagrassa

La bandera oficial de Vilagrassa té la següent descripció:
Bandera apaïsada de proporcions dos d'alt per tres de llarg, quarterada en aspa, amb els triangles superior i inferior blaus amb cinc disc blancs posats en creu, cadascun de diàmetre 1/12 de l'alçària del drap i separats per 1/36 de la mateixa alçada, centrats a cada un dels dos triangles; i els triangles dels costats, grocs, cadascun amb quatre pals vermells.

## Història
Va ser aprovada l'1 de setembre de 1999 i publicada al DOGC el 23 de setembre del mateix any amb el número 2981.